# Petita Horda Nogai
La Petita Horda Nogai o Petits Nogais és el nom que es va donar al grup de nogais que es van establir a la rodalia de la mar d'Azov. També foren coneguts com a Horda de Kassai d'un dels seus primers cap, Kassai, germà d'Urus de la Gran Horda Nogai (1578-1601).
Apareixen per primer cop el 1584 quan ocupaven les comarques de Bielef, Koselsk, Vorotinsk, Meschofsk i Massalsk; derrotats a la riba de l'Oka pel voivoda rus Miquel Besnin. En aquest any 1584 İslâm II Giray va pujar al tron de Crimea i quatre mesos després Saadet II Giray, el fill de Mehmed II Giray, va marxar contra ell al front dels nogais; inicialment triomfants, els nogais manats per Esni Bey, foren derrotats a les planes d'Andal, i el seu cap Esni va morir junt amb altres caps de similar rang. Saadet es va retirar a l'estepa Nogai però va retornar el 1585 i es va reprendre la lluita en la qual el seu germà Mobarek i diversos caps nogais van morir. Llavors Saadet va retornar a l'estepa i va viure entre els nogais vuit anys i va morir entre ells. En aquest temps els nogais van fer una ràtzia a Bessaràbia i Moldàvia. D'aquest temps es coneixen els noms de diverses hordes o clans nogais.
El 1594 ja apareix al seu front Kassai, que amb 8.000 nogais propis i 12.000 de l'Azov, i acompanyat del seu fill i hereu Yan Arslan, va assetjar la ciutat de Schatzk, governada pel voivoda Massalski, que els va derrotar i els va rebutjar cap al riu Medveditsa. Karamzin diu que Kassai hauria mort en aquesta acció però és citat anys més tard com a viu, i el 1601 es diu que Ulishaim i Yan Arslan, fills d'Urus, van atacar al seu oncle Kassai.
Després d'això no torna a ser esmentat i cal pensar que va morir no gaire després d'aquesta data doncs el 1604 o 1605 apareix ja al seu front un príncep de nom Barangazi, vassall de l'Imperi Otomà i del kan de Crimea, que tot i que havia promès lleialtat a Rússia trencava constantment aquest jurament atacant la seva frontera. Boris Godunof va decidir combatre'l i va ordenar als cosacs del Don de reunir-se amb Ishterek, el gran mirza de la Gran Horda Nogai (1604-1614). Ishterek amb el suport dels cosacs va pressionar durament als nogais de l'Azov i molts foren reduïts a la pobresa extrema havent de vendre als seus fills a Astracan.
Posteriorment ja les notícies són fragmentaries. El 1635 va pujar al tron de Crimea İnayet Giray que va lluitar contra la tribu Mansur dels nogais de forma constant i va aconseguir aliats per expulsar a l'Horda d'Oruk que pasturava entre el riu Don i Crimea. Però el 1637 els begs dels Mansur i d'Oruk van ajudar a enderrocar a Inayet. El 1672 va pujar al tron calmuc Ayuka i la Gran Horda Nogai es va fraccionar; els Yedissan i els Yambulad van emigrar a l'oest on ja s'havien establert els darrers anys en oposició als circassians i als nogais de la Petita Horda; els Yedissan i Yembulad emigrats a les estepes de Crimea es van unir als belgorodians o tàtars d'Akkerman que estaven sota protectorat rus; després els van seguir els Kitai Kipchak (del grup Yedijeks). Els Yedissan estaven manats per un seraskler i els Yembulad per un caimacan, nomenats pel kan de Crimea.
Arslan Bek, pare de Bi Arslan, fou un famós senyor de la guerra de malnom Sokur Haji (Pelegrí Cec), que va operar a les estepes d'Astracan (que va assolar) fins que fou derrotat el 1771 pel general de Medem i es va haver de sotmetre a Rússia. Amb el seu fill Bi Arslan s'acaba la seva nissaga. Una altra branca va acabar amb Kasbulad, que fou ostatge dels russos i batejat sota el nom de Dimitri Vasilovitx Taganof, sent governador de Mozdok. Els kassais foren deportats a les ribas del Kuma (entre els rierols Tanglik i Psemuka) però la majoria va desertar; la tribu dels kassais estava formada per unes 8.000 persones; una secció separada anomenats kasbulads, segurament originats en Kasbulad, estava formada per 4.500 homes (72 mirzes) i eren súbdits de Rússia; i una altra secció anomenada Kanchak amb 65 mirzes i 2500 homes. Cap al final del segle xviii el cap principal dels kassais es deia Ismaïl.
El 1801 els nogais foren posats sota superintendència del comte rus Dumaison, que els va construir cases i els va fer sedentaris. Grups de nogais sotmesos a Rússia que van romandre nòmades estaven establerts a l'estepa entre Molochna i Perekop. El 1804 colons alemanys es van establir a la zona i les terres es van parcel·lar per crear granges, consolidant la sedentarització.
El 1860 s'esmenten cinc tribus nogais vivien al nord de la mar d'Azov: Toktamishes, Mansuroes, Quiptxaqs, Kara Mirzes i Nurusofs, sent un total d'uns 16.000. Posteriorment, junt amb els tàtars de Crimea, van emigrar a Turquia però vers 1880 havien retornat en part.

## Genealogia
|  |  |       |       |       |       |           |           |           |           |           |           | Kassai     |          |          |          |  |  |  |  |  |  |  |  |  |  |            |            |            |            |            |            |  |  |  |  |  |  |  |  |  |  |  |  |  |  |  |  |  |  |  |  |
|  |  |       |       |       |       |           |           |           |           |           |           |            |          |          |          |  |  |  |  |  |  |  |  |  |  |            |            |            |            |            |            |  |  |  |  |  |  |  |  |  |  |  |  |  |  |  |  |  |  |  |  |
|  |  |       |       |       |       |           |           |           |           |           |           | Arslan Bek |          |          |          |  |  |  |  |  |  |  |  |  |  |            |            |            |            |            |            |  |  |  |  |  |  |  |  |  |  |  |  |  |  |  |  |  |  |  |  |
|  |  |       |       |       |       |           |           |           |           |           |           |            |          |          |          |  |  |  |  |  |  |  |  |  |  |            |            |            |            |            |            |  |  |  |  |  |  |  |  |  |  |  |  |  |  |  |  |  |  |  |  |
|  |  |       |       |       |       |           |           |           |           |           |           |            |          |          |          |  |  |  |  |  |  |  |  |  |  |            |            |            |            |            |            |  |  |  |  |  |  |  |  |  |  |  |  |  |  |  |  |  |  |  |  |
|  |  |       |       |       |       | Mirza Bek | Mirza Bek | Mirza Bek | Mirza Bek | Mirza Bek | Mirza Bek |            |          |          |          |  |  |  |  |  |  |  |  |  |  | Kara Mirza | Kara Mirza | Kara Mirza | Kara Mirza | Kara Mirza | Kara Mirza |  |  |  |  |  |  |  |  |  |  |  |  |  |  |  |  |  |  |  |  |
|  |  |       |       |       |       | Mirza Bek | Mirza Bek | Mirza Bek | Mirza Bek | Mirza Bek | Mirza Bek |            |          |          |          |  |  |  |  |  |  |  |  |  |  | Kara Mirza | Kara Mirza | Kara Mirza | Kara Mirza | Kara Mirza | Kara Mirza |  |  |  |  |  |  |  |  |  |  |  |  |  |  |  |  |  |  |  |  |
|  |  |       |       |       |       | Musa      | Musa      | Musa      | Musa      | Musa      | Musa      |            |          |          |          |  |  |  |  |  |  |  |  |  |  | Moisauost  | Moisauost  | Moisauost  | Moisauost  | Moisauost  | Moisauost  |  |  |  |  |  |  |  |  |  |  |  |  |  |  |  |  |  |  |  |  |
|  |  |       |       |       |       | Musa      | Musa      | Musa      | Musa      | Musa      | Musa      |            |          |          |          |  |  |  |  |  |  |  |  |  |  | Moisauost  | Moisauost  | Moisauost  | Moisauost  | Moisauost  | Moisauost  |  |  |  |  |  |  |  |  |  |  |  |  |  |  |  |  |  |  |  |  |
|  |  |       |       |       |       |           |           |           |           |           |           |            |          |          |          |  |  |  |  |  |  |  |  |  |  |            |            |            |            |            |            |  |  |  |  |  |  |  |  |  |  |  |  |  |  |  |  |  |  |  |  |
|  |  | Islam | Islam | Islam | Islam | Islam     | Islam     |           |           | Toghen    | Toghen    | Toghen     | Toghen   | Toghen   | Toghen   |  |  |  |  |  |  |  |  |  |  | Arslan Bek | Arslan Bek | Arslan Bek | Arslan Bek | Arslan Bek | Arslan Bek |  |  |  |  |  |  |  |  |  |  |  |  |  |  |  |  |  |  |  |  |
|  |  | Islam | Islam | Islam | Islam | Islam     | Islam     |           |           | Toghen    | Toghen    | Toghen     | Toghen   | Toghen   | Toghen   |  |  |  |  |  |  |  |  |  |  | Arslan Bek | Arslan Bek | Arslan Bek | Arslan Bek | Arslan Bek | Arslan Bek |  |  |  |  |  |  |  |  |  |  |  |  |  |  |  |  |  |  |  |  |
|  |  |       |       |       |       |           |           |           |           | Kasbulad  | Kasbulad  | Kasbulad   | Kasbulad | Kasbulad | Kasbulad |  |  |  |  |  |  |  |  |  |  | Bi Arslan  | Bi Arslan  | Bi Arslan  | Bi Arslan  | Bi Arslan  | Bi Arslan  |  |  |  |  |  |  |  |  |  |  |  |  |  |  |  |  |  |  |  |  |